# Peltoperla obtusa
Peltoperla obtusa är en bäcksländeart som beskrevs av Wu, C.F. 1973. Peltoperla obtusa ingår i släktet Peltoperla och familjen Peltoperlidae. Inga underarter finns listade i Catalogue of Life.